# Diogénite
Les diogénites sont un sous-groupe des météorites HED, météorites de type achondrite.

## Origine et composition

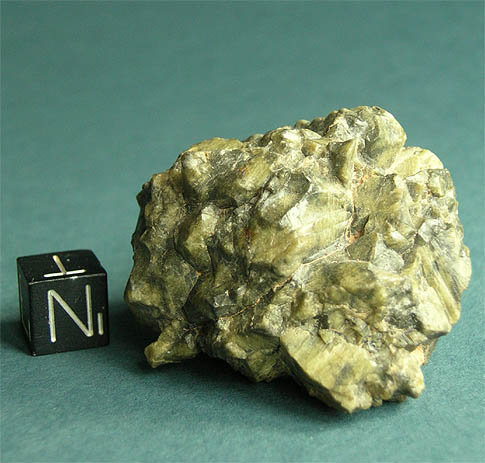
Diogénite de Tataouine.

Les diogénites proviendraient de la croûte de Vesta.
Environ 40 pièces distinctes sont connues comme celle de la météorite de Tataouine, achondrite de couleur vert clair, tombée le 27 juin 1931, essentiellement composée d’orthopyroxène avec 23 % d'orthoferrosilite et 1,5 % de wollastonite : en 1994, le chasseur de météorites Alain Carion retrouve sur place quelques échantillons contenant des bactéries, alors que sur les échantillons de 1931 ces bactéries n’existaient pas, ce qui montre l'évolution chimique de cette météorite contaminée par des bactéries d’origine terrestre, à l'instar de la météorite d’origine martienne ALH84001.
Ils sont composés de roches magmatiques d'origine plutonique, qui se sont solidifiées assez lentement à l'intérieur de la croûte de Vesta, pour former des cristaux plus grands que les eucrites. Ils sont composés principalement de pyroxène riche en magnésium, avec de petites proportions de plagioclase et d'olivine.

## Origine du nom
Les diogénites ont été nommés d'après Diogène d'Apollonie, un philosophe grec de l'Antiquité qui a été le premier, semble-t-il, à suggérer une origine extraterrestre des météorites.